# Regierung Donew II
Die Regierung Donew II bildete von 3. Februar 2023 bis zum 6. Juni 2023 die kommissarische Regierung von Regierung Bulgariens. Sie war die 101. Regierung Bulgariens und wurde von Präsident Rumen Radew eingesetzt, nachdem die in die Nationalversammlung  gewählten Parteien nach der vorgezogenen Parlamentswahl im Oktober 2022 keine Regierungsmehrheit gefunden hatten. Die kommissarische Regierung mit Galab Donew als Ministerpräsident sollte die vorgezogene Parlamentswahl im April 2023 organisieren. Sie löste die Interimsregierung Regierung von Regierung Donew I ab.

## Kabinettsmitglieder

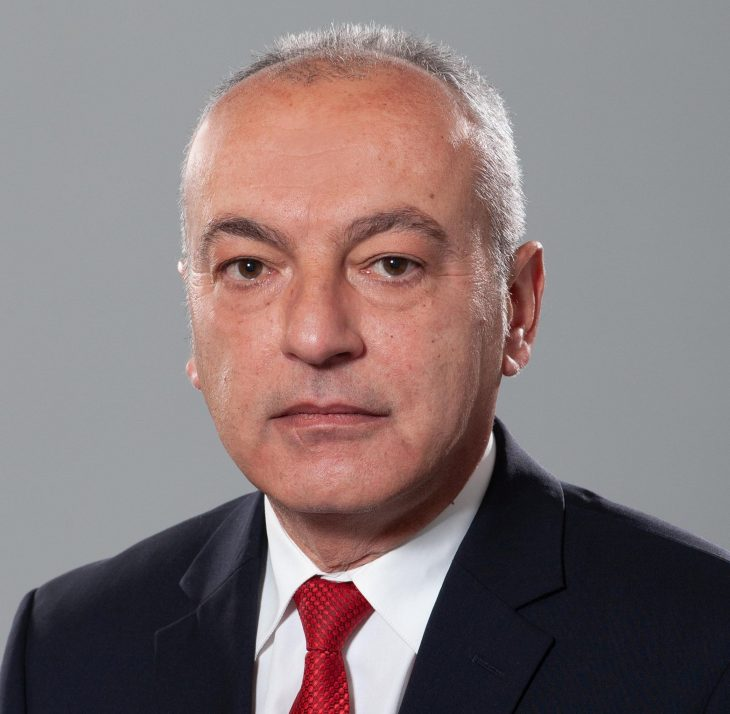
Ministerpräsident Galab Donew

| Amt | Name                         |
| --- | ---------------------------- |
| Ministerpräsident                                                                                            | Galab Donew                  |
| Stellvertretender Ministerpräsident für Wirtschafts- und Sozialpolitik Minister für Arbeit und Sozialpolitik | Lasar Lasarow                |
| Stellvertretender Ministerpräsident für öffentliche Ordnung und Sicherheit Innenminister                     | Iwan Demerdschiew            |
| Stellvertretender Ministerpräsident für das Management der europäischen Fonds                                | Atanas Pekanow               |
| Stellvertretender Ministerpräsident Minister für Verkehr, Informationstechnologie und Kommunikation          | Christo Aleksiew             |
| Finanzminister                                                                                               | Rossiza Welkowa-Schelewa     |
| Verteidigungsminister                                                                                        | Dimitar Stojanow             |
| Gesundheitsminister                                                                                          | Assen Medschidiew            |
| Ministerin für regionale Entwicklung und Raumplanung                                                         | Iwan Schischkow              |
| Minister für Bildung und Wissenschaft                                                                        | Schascho Penow               |
| Außenminister                                                                                                | Nikolaj Milkow               |
| Justizminister                                                                                               | Krum Sarkow                  |
| Kulturminister                                                                                               | Najden Todorow               |
| Minister für Umwelt und Wasser                                                                               | Rossitsa Karamfilowa-Blagowa |
| Minister für Land-, Ernährungs- und Forstwirtschaft                                                          | Jawor Getschew               |
| Wirtschaftsminister                                                                                          | Nikola Stojanow              |
| Energieminister                                                                                              | Rossen Christow              |
| Minister Innovation und wirtschaftliches Wachstum                                                            | Aleksandar Pulew             |
| Ministerin für Tourismus                                                                                     | Ilin Dimitrow                |
| Minister für Jugend und Sport                                                                                | Wessela Letschewa            |
| Minister für digitale Verwaltung                                                                             | Georgi Todorow               |

## Umbildungen
Bei der Kabinettsumbildung im Mai 2023 verließ Nikolaj Milkow den Posten des Außenministers und übernahm den Posten des ständigen Vertreters Bulgariens bei der NATO. Sein Nachfolger im Amt des Außenministern, wurde Iwan Kondow.